# Sun Shengnan
Sun Shengnan (chinesisch 孙胜男, Pinyin Sūn Shèngnán; * 21. Januar 1987 in Peking) ist eine ehemalige chinesische Tennisspielerin.

## Karriere
Shengnan, die laut ITF Hartplätze bevorzugte, begann im Alter von neun Jahren mit dem Tennissport. Ab 2002 spielte sie auf ITF-Turnieren in ihrer chinesischen Heimat.
Sie entwickelte sich zu einer sehr erfolgreichen Doppelspielerin. Gleich bei ihrer ersten Teilnahme an einem Grand-Slam-Turnier stand sie 2007 bei den Australian Open an der Seite von Sun Tiantian im Viertelfinale. Sie erreichten im selben Jahr die zweite Runde der French Open. Shengnan gewann in ihrer Karriere 26 ITF-Turniere im Doppel und sechs im Einzel.
Im September 2007 gewann sie ihren einzigen Titel auf der WTA Tour. Beim Wismilak International auf Bali besiegte sie mit ihrer Doppelpartnerin Ji Chunmei im Endspiel die Paarung Jill Craybas/Natalie Grandin mit 6:3 und 6:2. Sie erreichte daraufhin mit Rang 50 ihre beste Platzierung in der Weltrangliste.
Nach ihrem Viertelfinal-Aus beim Challenger-Turnier in Nanjing im November 2013 hat Shengnan auf der Profitour kein Match mehr bestritten.

## Turniersiege

### Doppel
| Nr. | Datum              | Turnier | Kategorie    | Belag     | Partnerin  | Finalgegnerinnen             | Ergebnis |
| --- | ------------------ | ------- | ------------ | --------- | ---------- | ---------------------------- | -------- |
| 1   | 16. September 2007 | Bali    | WTA Tier III | Hartplatz | Ji Chunmei | Jill Craybas Natalie Grandin | 6:3, 6:2 |

## Abschneiden bei Grand-Slam-Turnieren

### Doppel
| Turnier         | 2007 | 2008 | Karriere |
| --------------- | ---- | ---- | -------- |
| Australian Open | VF   | 2    | VF       |
| French Open     | 2    | 1    | 2        |
| Wimbledon       | 1    | 1    | 1        |
| US Open         | 1    | —    | 1        |

Zeichenerklärung: S = Turniersieg; F, HF, VF, AF = Einzug ins Finale / Halbfinale / Viertelfinale / Achtelfinale; 1, 2, 3 = Ausscheiden in der 1. / 2. / 3. Hauptrunde; Q1, Q2, Q3 = Ausscheiden in der 1. / 2. / 3. Runde der Qualifikation; n. a. = nicht ausgetragen